# Мяздриков, Иван Петрович
Иван Петрович Мяздриков (21 сентября (3 октября) 1854, Муром, Российская империя — 1 марта 1931, Муром, РСФСР) — российский и советский метеоролог, член Академии наук СССР; городской голова Мурома (1907—1916).

## Биография
Родился 21 сентября 1854 года в Муроме, в состоятельной купеческой семье. С 1880 по 1890 годы получил хорошее домашнее образование. В совершенстве владел несколькими иностранными языками.
Стал совладетелем кожевенного завода и торгового дома «Братья И. и М. Мяздриковы», занимающегося торговлей бакалейными товарами. Занимался активной общественной деятельностью в связи с чем стал заметной фигурой в городе. С 1884 по 1906 годы избирался гласным (депутатом) Городской Думы и состоял членом городской управы. С 1890-х — председатель попечительского совета при женской гимназии.
В 1886 году начал наблюдения за климатом города Мурома и в 1890 году в саду собственного дома (ул. Московская, 36) установил специальное метеорологическое оборудование, собранное по чертежам, полученным из Главной физической обсерватории. Отправлял свои наблюдения в Санкт-Петербург, Владимир и Нижний Новгород. С 1890 по 1907 годы был корреспондентом Главной физической обсерватории. В 1901 году за свои труды от Главной физической обсерватории получил золотую медаль.
С 1907 по 1916 годы (три срока подряд) избирался Городским головой Мурома.
Женился в 1880-х годах, жена Мяздрикова — Александра Александровна, которая родила Ивану Петровичу несколько детей.

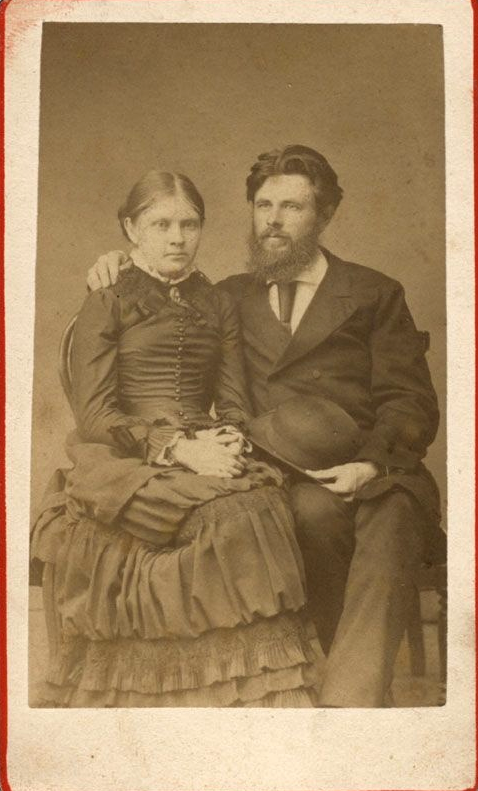
Мяздриков И. П. и жена Александра Александровна. Муром. Конец 1880-х — нач.1890-х гг.

Хорошо рисовал и увлекался фотографией — оставил много фотографий своей семьи и города Муром.
Выполнил акварельную копию вида города Мурома с реки, а также копию Пылаевского радиального плана (июль 1917).
С 1921 по 1929 годы был заведующим естественно-историческим отделом Муромского музея истории местного края, участвовал в исследованиях, проводимых Окской биологической станцией, а также в работе Муромского научного общества изучения местного края; напечатал в их изданиях статьи о климате Мурома, о растительности Муромских лугов и огородов. Собрал гербарий местной флоры (около 2000 листов), который хранится в краеведческом музее Мурома. Был членом Академии наук СССР.
Скончался 1 марта 1931 года в Муроме и похоронен на Напольном (старом) кладбище.